# 日内斯塔斯
日内斯塔斯（法語：Ginestas，法語發音：[ʒinɛstas] ⓘ）是法国奥德省的一个市镇，属于纳博讷区。

## 地名
该地名“Ginestas”发音为[ʒinɛstas]，末尾字母“s”发音，《世界地名翻译大辞典》与《世界地名译名词典》将其误译作“日内斯塔”。

## 地理
日内斯塔斯（43°16'5"N, 2°52'18"E）面积9.5 平方千米，位于法国奧克西塔尼大區奥德省，该省份为法国南部沿海省份，北起塔恩省，西北接上加龙省，西接阿列日省，南至东比利牛斯省，东临地中海，东北与埃罗省接壤。
与日内斯塔斯接壤的市镇（或旧市镇、城区）包括：阿热利耶、比兹米内尔瓦、米雷佩塞、奥德河畔圣马塞尔、圣纳泽尔多德、圣瓦利埃、萨莱勒多德、米内尔瓦地区旺特纳克。
日内斯塔斯的时区为UTC+01:00、UTC+02:00（夏令时）。

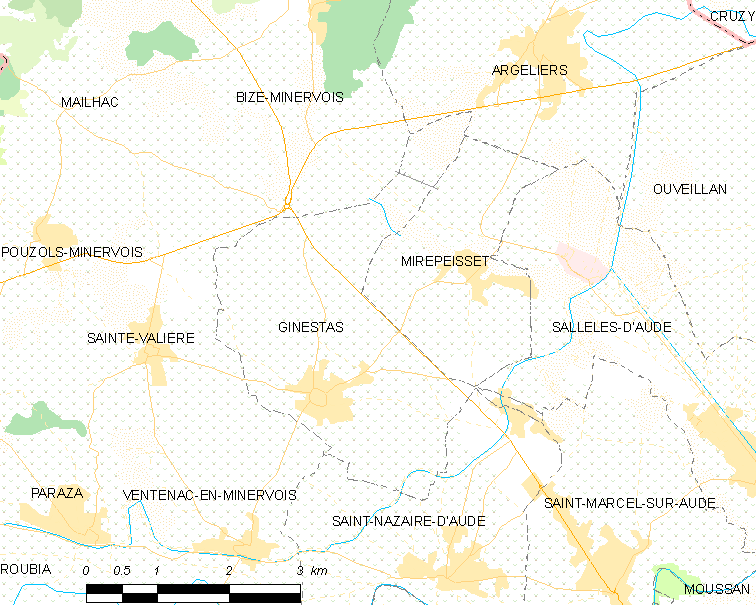
日内斯塔斯的OSM定位图

## 行政
日内斯塔斯的邮政编码为11120，INSEE市镇编码为11164。

## 政治
日内斯塔斯所属的省级选区为南密涅瓦县。

## 人口

1962-2008年间日内斯塔斯人口变化图示

日内斯塔斯于2022年1月1日时的人口数量为1579人。